# Communauté rurale de Bandegne Ouolof
La communauté rurale de Bandegne Ouolof est une communauté rurale du Sénégal située au nord-ouest du pays. 
Elle fait partie de l'arrondissement de Ndande, du département de Kébémer et de la région de Louga.